# Нижньогородське намісництво
Нижегоро́дське намі́сництво (рос. Нижегородское наместничество) — адміністративно-територіальна одиниця в Російській імперії в 1779–1796 роках. Адміністративний центр — Нижній Новгород. Створене 5 листопада 1779 року на основі Нижньогородської губернії. Складалося з 13 повітів. 12 грудня 1796 року перетворене на Нижньогородську губернію.